# Uchaidir

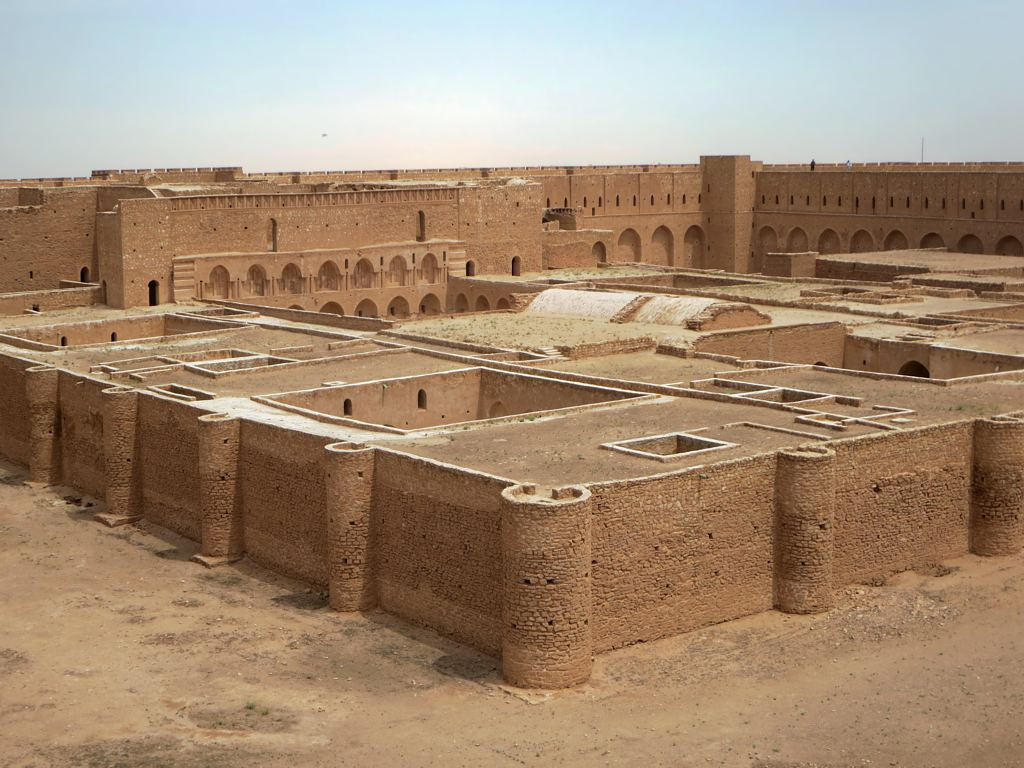
Der Palast von Uchaidir

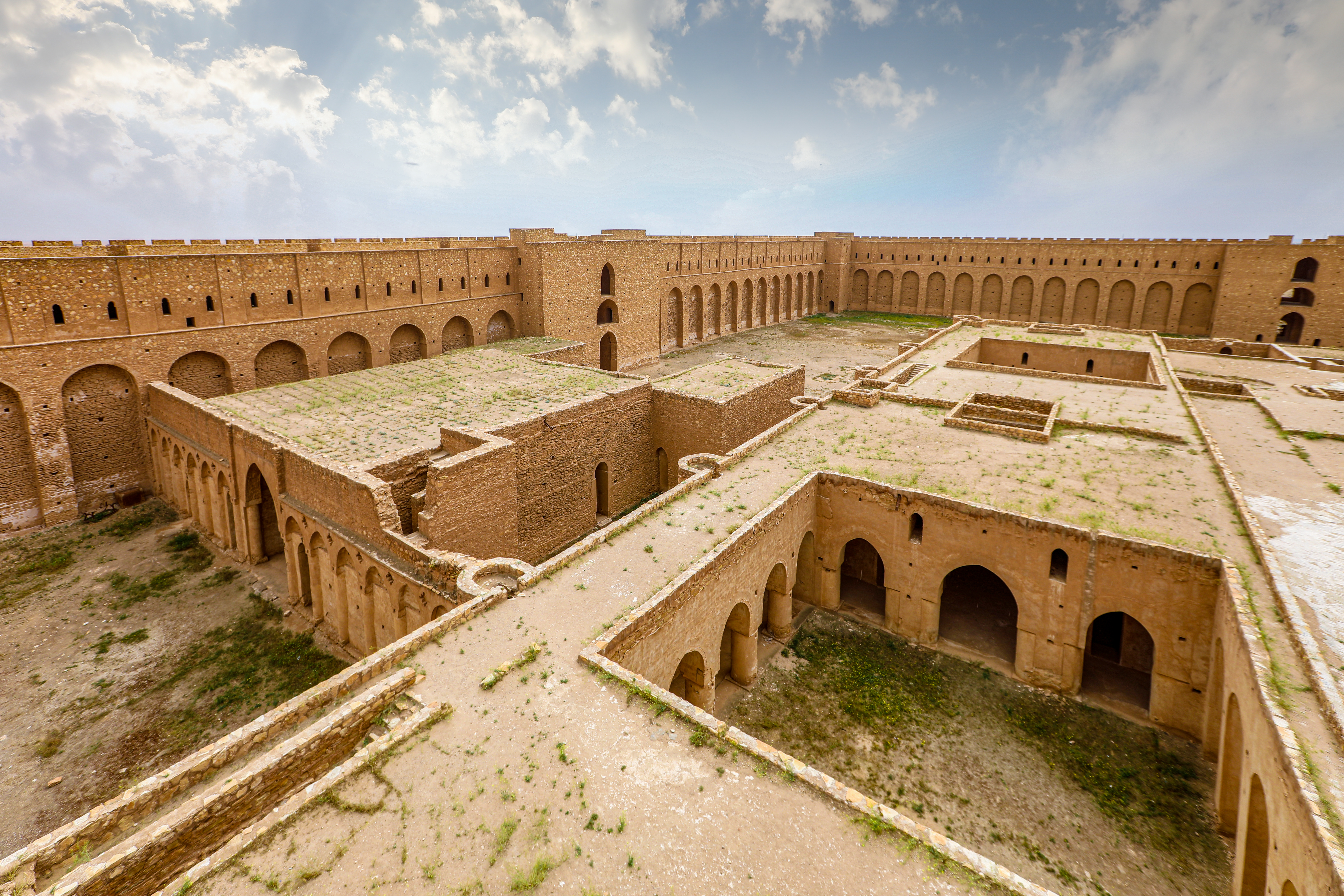
Innenhöfe

Das Schloss oder der Palast von Uchaidir (775 n. Chr.; arabisch حصن الأخيضر, DMG Ḥiṣn al-Uḫaiḍir) rund 120 Kilometer südwestlich von Bagdad in der Provinz Kerbela war ein Landschloss der Abbasidenkalifen. In Quellen und Publikationen wird der Name auch mit Ukhaidir, Ukhaidher, Ukhayder und Ukhaydir gelistet.

## Aussehen
Seine Dreiteilung spiegelt den in vielen Nomadenlagern üblichen Aufbau wider:
In der Mitte einen großen Ehrenhof an dessen Kopf sich Audienzsaal und Privatgemächer des Herrschers befinden. An den beiden seitlichen Drittel befinden sich die um kleine Innenhöfe gruppierten „Häuser“ des Gefolges. Die monumentale, 17 m hohe Fassade ist durch 48 halbrunde Türme und dazwischen angebrachte Doppelbögen gegliedert.

## Ausgrabungen
Die britische Historikerin und Archäologin Gertrude Margaret Lowthian Bell (1868–1926) stieß bei ihren Reisen im März 1909 auf eine riesige Ruine aus Stein und Holz, die zu diesem Zeitpunkt von noch keinem Archäologen wissenschaftlich beschrieben worden war. Die Einheimischen nannten diesen Ort „Uchaidir“ und sie arbeitete tagelang an der sorgfältigen Vermessung der aus dem sechsten Jahrhundert stammenden Burg, die sie noch Jahre später als das schönste Beispiel sassanidischer Kunst bezeichnete. Das gegenwärtige Aussehen der Burg geht auf Restaurierungen der letzten Jahrzehnte zurück.